# Bernhard Rodewald
Bernhard Rodewald (* 6. September 1806 in Herzberg am Harz; † 17. Juni 1874 in Göttingen) war ein deutscher Verwaltungsbeamter und Parlamentarier.

## Leben
Bernhard Rodewald studierte Rechtswissenschaften an der Georg-August-Universität Göttingen. 1823 wurde er Mitglied des Corps Bremensia. Nach dem Studium und der Promotion zum Dr. jur. trat er in den Staatsdienst des Königreichs Hannover ein. 1839 übernahm er als Amtsassessor die Leitung des Amts Radolfshausen. 1853 wurde er zum Amtmann ernannt. 1858 wurde er Amtmann des Amts Duderstadt, 1859 des Amts Gieboldehausen in der Landdrostei Hildesheim. Nach der Annexion des Königreichs Hannover durch Preußen verblieb er weiter im Amt und wurde 1868 zum Kreishauptmann ernannt. Das Amt hatte er bis zu seinem Tod 1874 inne. Er erhielt den Charakter als Geh. Justizrat
Von 1867 bis 1873 saß Rodewald als Abgeordneter des Wahlkreises Hannover 19 (Osterode) im Preußischen Abgeordnetenhaus. Von 1867 bis November 1872 gehörte er der Fraktion der Konservativen Partei und anschließend der Fraktion der Neukonservativen Partei an.
Im Juni 1874 wurde Rodewald wegen finanzieller Unregelmäßigkeiten bei seiner Kassenverwaltung verhaftet. Einige Tage später, am 17. Juni 1874, beging er in Göttingen Selbstmord.